# 1072
1072. је била проста година.

## Догађаји
- Википедија:Непознат датум — Владавина арапске династије Абадида у Севиљи у данашњој Шпанији (од 1023. до 1091).
- Википедија:Непознат датум — Устанак Ђорђа Војтеха. Устаници су за вођу изабрали Михаиловог сина Константина Бодина јер је био краљевског рода. Михаило је послао и 300 војника под војсковођом Петрилом у Призрен где су се окупљале вође покрета, укључујући и Ђорђа Војтеха из Скопља, најугледнијег међу устаницима. Бодин је почетком јесени 1072. године проглашен за цара под именом Петар. Стратег Бугарске кренуо је да угуши устанак, али је у међувремену смењен. Нови намесник претрпео је пораз у коме је изгубио живот. Устаници заузимају Скопље након чега се деле у две скупине. Бодин је кренуо према Нишу, а Петрило према југу заузимајући Охрид и Девол. Напао је Костур, али је у нападу поражен те се морао спасити бекством у Дукљу код Михаила. Бодин је за то време освојио Ниш, али је Војтех предао Скопље Византинцима.

- Вилијам Освајач напада Шкотску. Мир у Абернетију између Енглеске и Шкотске. Малколм даје Едгара Етелинга Енглеској, коме Вилијам додељује имања.
- Победа Алфонса VI, краља Леона, над својом браћом. Атентат на Санча II.
- Алфонсо VI Храбри поново уједињује краљевства Леона и Кастиље под својом влашћу.
- Роберт Гвискар заузима Палермо.
- Евнух Никифор стиче утицај на Михаила Дуку.
- 4. август Грађански рат у Византији — Атентат на Романа Диогена.
- Рат Караханида са Селџуцима за Термез и Балх, који су остали код Селџука.
- Алп Арслан је убијен током кампање против Бухаре.
- Вијетнамски краљ Ли Њан Тонг. Одржани су први конкурсни испити. Основана је Дворска академија. Канцелар Ле Ван Тхинх. Командант Мук Тханх.
- Формирање Ани Емирата Шададида у Јерменији.
- 20. мај — Конгрес руских кнежева у Вишгороду, који је саставио и уредио Руску правду. Јарославичи су на Вишгородском конгресу извршили кодификацију додатних чланака, који су постали део Руске правде (Правде Јарославича). Јарославички кнежеви су заједнички организовали прославу другог преноса моштију Светих Бориса и Глеба у нову цркву у Вишгороду, коју је саградио кијевски кнез Изјаслав Јарославович. Кијевски митрополит Георгије је благословио Изјаслава и његову браћу руком Светог Глеба када су отворене гробнице светих кнежева. Черниговском митрополијом је руководио митрополит Неофит, коју је кнез Свјатослав Јарославович основао између 1059. и 1071. године.

## Смрти
- Алп Арслан

- Петар Дамјан

- Оујанг Сју

- Роман IV Диоген

- Санчо II од Кастиље